# Seznam skladatelů vážné hudby, J
Seznam skladatelů vážné hudby podle abecedy:
A – B –
C – Č –
D – E – 
F – G –
H – Ch –
I – J –
K – L –
M – N –
O – P –
Q – R –
Ř – S –
Š – T –
U – V –
W – X –
Y – Z –
Ž

## Ja
- Giuseppe Jacchini (1670–1727)
- Carlo Jacino (1887–1971)
- Francis Jackson (1917)
- Gabriel Jackson (1962)
- Nicholas Jackson (1934)
- William Jackson (1730–1803)
- Gordon Jacob (1895–1984)
- Carl Heinrich Jacobi (1791–1852)
- Frederick Jacobi (1891–1952)
- Georg Jacobi (1840–1906)
- Christian August Jacobi (1688–1725)
- Viktor Jacobi (1883–1921)
- Julius Jacobsen (1915–1990)
- Maurice Jacobson (1896–1976)
- Jacopo da Bologna (1340–1386)
- Elisabeth Jacquet de La Guerre (1665–1729)
- Hyacinthe Jadin (1769–1802)
- Louis Emmanuel Jadin (1768–1853)
- Stephen Jaffe (1954)
- David Jaggard (1954)
- Gunther Jakob (1685–1734)
- Prenkö Jakova (1917–1969)
- Pertti Jalava (1960)
- Pekka Jalkanen (1945)
- Dorothy James (1898–1982)
- Philip James (1890–1975)
- Leoš Janáček (1854–1928)
- Jan Janák (skladatel) (1871–1942)
- Antonín Janda (varhaník) (1891–1961)
- Václav Boleslav Janda (1852–1935)
- František Janeček (1837–1919)
- Karel Janečke (1903–1974)
- Clement Janequin (1485–1558)
- Johann Gottlieb Janitsch (1708–1763)
- Metoděj Janíček (1862–1940)
- Jaroslav Jankovec (1896–1961)
- Leopold Jansa (1795–1875)
- Karel Janovický (1930–2024)
- Alfred Janson (1937)
- Guus Janssen (1951)
- Jean Japart (1474–1507)
- Émile Jaques-Dalcroze (1865–1950)
- Tudor Jarda (1922–2007)
- Pál Járdányi (1920–1966)
- Henryk Jarecki (1846–1918)
- Philipp Jarnach (1892–1982)
- Armas Jarnefelt (1869–1958)
- Georg Jarno (1868–1920)
- Jiří Jaroch (1920–1986)
- Emanuel Jaroš (1882–1959)
- Maurice Jarre (1924–2009)
- Arthur Jarvinen (1956–2010)
- Alfredo Javaloyes (1864–1944)
- Jamilia Jazylbekova (1971)

## Je
- Paul Jeanjean (1875–1929)
- Halfdan Jebe (1868–1937)
- Johann Jeep (1582–1644)
- Simon Jeffes (1949–1997)
- George Jeffreys (1610–1685)
- Tunde Jegede (1972)
- Hans Jelinek (1901–1969)
- Alfred Jelínek (1884–1932)
- Josef Jelínek (1878–1929)
- Hans Jelmoli (1877–1936)
- Zoltan Jeney (1943)
- Cyril Jenkins (1889–1978)
- John Jenkins (1592–1678)
- Joseph Willcox Jenkins (1928)
- Davorin Jenko (1835–1914)
- Thomas Jennefelt (1954)
- Gustav Uwe Jenner (1865–1920)
- Adolf Jensen (1837–1879)
- Niels Peter Jensen (1802–1846)
- Wilfried Jentzsch (1941)
- Knud Jeppesen (1894–1974)
- Kerstin Jeppsson (1948)
- Jaroslav Jeremiáš (1889–1919)
- Otakar Jeremiáš (1892–1962)
- Jorgen Jersild (1913–2004)
- Ignacio Jerusalem y Stella (1707–1769)
- Josef Jeřábek (1853–1914)
- Walter Jesinghaus (1902–1966)
- Ludmila Jeske-Choinska-Mikorska (1849–1898)
- Olfert Jespersen (1863–1932)
- Leon Jessel (1871–1942)
- Ivan Jevtič (1947)
- Jaroslav Ježek (1906–1942)
- Olga Ježková (1956)

## Ji
- Wen-Ye Jiang (1910–1983)
- František Jílek (1865–1911)
- František Jílek (1913–1993)
- Carlos Jimenez Mabarak (1916–1994)
- Johann Herrmann Thomas Jimmerthal (1809–1886)
- Jindřich Jindřich (1876–1967)
- Václav Jiráček (1920–1966)
- Marta Jiráčková (1932)
- Karel Boleslav Jirák (1891–1972)
- Alois Jiránek (1858–1950)
- Antonín Jiránek (1712–1761)
- Josef Jiránek (1855–1940)
- Stanislav Jiránek (1867–1934)
- Ivo Jirásek (1920–2004)
- Jan Jirásek (1955)
- Ivan Jirko (1926–1978)
- Jiří Jirouš (1923–2005)
- Miroslav Jiroušek (1903–1983)
- Vojtěch Matyáš Jírovec (1763–1850)

## Jo
- Joseph Joachim (1831–1907)
- von Sachsen-Weimar Johann Ernst (1696–1715)
- Johannes de Lymburgia (1400–1440)
- Kay Johannsen (1961)
- Jóhann Jóhannsson (1947)
- Bertil Palmar Johansen (1954)
- David Monrad Johansen (1888–1974)
- Sven-Eric Johansen (1919–1997)
- Bryan Johanson (1951)
- Bengt Johansson (1914–1989)
- Clayton Johns (1857–1932)
- Hallvard Johnsen (1916–2003)
- Henrik Philip Johnsen (1717–1779)
- Edward Johnson (1545–1602)
- Hallvard Johnson (1887–1970)
- Hunter Johnson (1906–1998)
- James Johnson (1891–1955)
- John Johnson (1540–1594)
- Lockrem Johnson (1924–1977)
- Robert Johnson (1583–1633)
- Robert Sherlaw Johnson (1932–2000)
- Samuel Johnson (1698–1773)
- Tom Johnson (1939)
- Adrian Johnston (1961)
- Ben Johnston (1926)
- Erkki Jokinen (1941)
- Betsy Jolas (1926)
- André Jolivet (1905–1974)
- Niccolo Jommelli (1714–1774)
- Emile Jonas (1827–1905)
- Victorin de Joncières (1839–1903)
- Daniel Jones (1912–1993)
- Edward Jones (1752–1824)
- Howard Jones (1955)
- Charles Jones (1910–1997)
- Kelsey Jones (1922–2004)
- Richard Jones (?–1744)
- Robert Jones (1583–1633)
- Robert Jones (1597–1613)
- Samuel Jones (1935)
- Sidney Jones (1861–1946)
- Marinus de Jong (1891–1984)
- Joseph Jongen (1873–1953)
- Léon Jongen (1884–1969)
- Scott Joplin (1868–1917)
- Jules Jordan (1850–1927)
- Sverre Jordan (1889–1972)
- Axel Jorgensen (1881–1947)
- Klaus Ib Jorgensen (1967)
- Antonio Jose (1902–1936)
- Josef I. Habsburský (1678–1711)
- Rafael Joseffy (1852–1915)
- Wilfred Josephs (1927–1997)
- Jacob Axel Josephson (1818–1880)
- Tadeusz Joteyko (1872–1932)
- John Joubert (1927)
- Léon Jouret (1828–1905)
- Archibald Joyce (1873–1963)

## Ju
- Hans Judenkunig (1445–1526)
- Gilles Jullien (1650–1703)
- Louis Jullien (1815–1860)
- Ervin Junger (1931)
- Hugo Richard Jungst (1853–1923)
- Pavel Fjodorovič Juon (1872–1940)
- Jurgis Juozopaitis (1942)
- Charles-Francois Jupin (1805–1839)
- Heino Jürisalu (1930–1991)
- Šimon Jurovský (1912–1963)
- Johann August Just (1750–1791)
- György Justus (1898–1945)
- Andre Jutras (1931–2003)
- Julius Juzeliunas (1916–2001)